# Great Borne
Great Borne är en bergstopp i Storbritannien.   Den ligger i grevskapet Cumbria och riksdelen England, i den centrala delen av landet, 400 km nordväst om huvudstaden London. Toppen på Great Borne är 616 meter över havet, eller 116 meter över den omgivande terrängen. Bredden vid basen är 2,1 km. Great Borne ligger vid sjön Ennerdale Water. Den ingår i Cumbrian Mountains.
Terrängen runt Great Borne är huvudsakligen kuperad.Runt Great Borne är det ganska tätbefolkat, med 86 invånare per kvadratkilometer. Närmaste större samhälle är Whitehaven, 14,7 km väster om Great Borne. Trakten runt Great Borne består i huvudsak av gräsmarker.